# Boris Wassiljewitsch Eduards

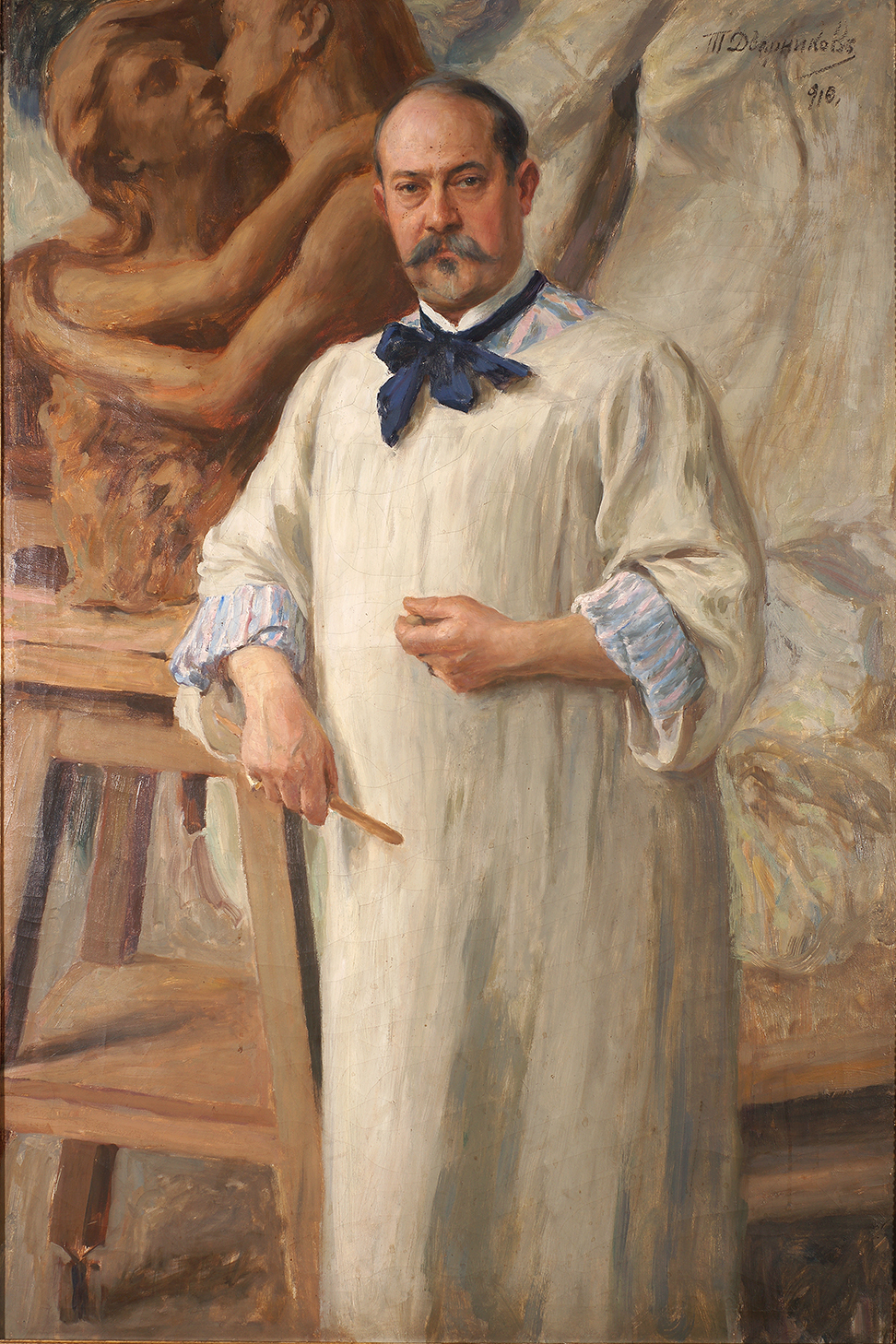
Boris Wassiljewitsch Eduards (T. J. Dwornikow, 1910, Kunstmuseum Odessa)

Boris Wassiljewitsch Eduards (russisch Борис Васильевич Эдуардс; * 27. Maijul. / 8. Juni 1860greg. in Odessa; † 12. Februar 1924 in Birkirkara, Malta) war ein russischer Bildhauer und Bildgießer.

## Leben
Eduards’ Urgroßvater war der erste englische Kommandant der 1704 eroberten Festung Gibraltar. Der Großvater kam mit einer kleinen Flotte nach Odessa und baute ein großes Handelsunternehmen auf. Die Großmutter war eine Spanierin aus Grenada. Die Mutter stammte aus der Kosakenfamilie Maximowitsch. Der Vater führte Geschäfte in Odessa und wurde insolvent, als Eduards 9 Jahre alt war. Eduards musste wegen fehlenden Schulgelds die Schule verlassen und arbeitete in einem chemischen Laboratorium. Später wurde er Schlosser in einer Fabrik.
Dank der Fürsprachen seiner Verwandten wurde Eduards in die Gruppe der gebührenbefreiten Schüler der 1865 gegründeten Odessaer Zeichenschule (Direktor Francesco Morandi, seit 1965 Grekow-Kunstschule) aufgenommen, die er 1876–1881 besuchte. Sein Lehrer dort war Luigi Iorini, Absolvent der Mailänder Accademia di Belle Arti di Brera. Eduards erhielt Medaillen für seine Arbeiten. Darauf begann er in St. Petersburg das Studium an der Kaiserlichen Akademie der Künste (IACh), das er jedoch 1883 wegen seiner schwachen Gesundheit abbrach.
Eduards formte in seinem Atelier in seinem Haus in Odessa Skulpturen in Gips und Ton und später auch in Marmor. Auch lehrte er an der Zeichenschule. 1888 wurde er für seine Arbeiten auf der jährlichen IACh-Ausstellung von der IACh zum Klassischen Künstler 3. Klasse ernannt.
Eduards interessierte sich für den Bronze-Guss. Er reiste 1889–1890 nach Frankreich und Italien, studierte in Paris an der Académie Julian und arbeitete inkognito in der  Gießerei Ferdinand Barbediennes und in italienischen Gießereien, um die Gießtechnik zu erlernen. Zurück in Odessa richtete er sich in seinem Haus eine Gießwerkstatt ein. 1891 schuf er das Denkmal für Oleksandr Pol, das nahe der Eisengießerei Gdanzewka in Kriwoi Rog aufgestellt und 1908 durch Vandalismus zerstört wurde.
Als 1892 die Odessaer Stadtduma das Projekt des Odessaer Architekten Juri Dmitrenko für das Katharinendenkmal in Erinnerung an Odessas Gründerin Katharina II. und ihre Mitstreiter José de Ribas, François Sainte de Wollant, Grigori Potjomkin und Platon Subow genehmigte, war Eduards an der Durchführung des Projekts beteiligt. 1893 erfolgte nach dem Bericht des Innenministers die kaiserliche Zustimmung. 1894 wurde der Grundstein gelegt. Michail Popow modellierte die Skulpturen des Denkmals. Den Aufbau des Denkmals und die Bronze-Abgüsse führte Eduards mit Leopoldo Menzione durch. Das Denkmal auf dem Katharina-Platz in Odessa wurde 1900 am 100. Todestag Alexander Suworows eingeweiht. Nach der Februarrevolution 1917 wurde das Denkmal verhüllt und nach der Oktoberrevolution 1920 demontiert. Die Statuen der Mitstreiter Katharinas kamen ins Museum, während die Katharina-Statue teilweise zerstört wurde. 1965 wurde am Ort des Denkmals zum 60. Jahrestag des Aufstands der  Matrosen des Panzerkreuzers Potjomkin ein Denkmal für den Matrosenaufstand errichtet. Nach ersten vergeblichen Bemühungen Ilja Glasunows beschloss der Odessaer Stadtrat 1995 den Wiederaufbau des Katharina-Denkmals, was aber vom Präsidenten der unabhängig gewordenen Ukraine Leonid Kutschma verhindert wurde. 2006 unter Kutschmas Nachfolger Wiktor Juschtschenko griffen die Odessaer Behörden den Plan zum Wiederaufbau des Katharina-Denkmals wieder auf. Am 27. Oktober 2007 wurde analog zur Einweihungsfeier 1900  das restaurierte Katharina-Denkmal auf dem Katharina-Platz feierlich eingeweiht. Das Matrosenaufstandsdenkmal war vorher versetzt worden. Im April 2019 wies das Oberste Gericht der Ukraine die Klagen gegen die Entfernung des Matrosenaufstandsdenkmals vom Katharina-Platz zugunsten des Katharina-Denkmals endgültig ab.
Im Neurussischen Almanach 1896 stellte sich Eduards mit einer Anzeige als Bildhauer-Künstler mit dem ersten südrussischen Atelier für Kunst- und Gewerbeskulpturen vor. In der Folge wurde er durch seine vielen Denkmäler bekannt.
Eduards schuf ein Suworow-Denkmal für die Stadt Otschakiw. Im Herbst 1905 wurde im Hafen Odessa die Skulptur für den Transport nach Otschakiw auf eine spezielle Holzplattform verladen. Im Zusammenhang mit den revolutionären Ereignissen dieser Zeit nach der Revolution 1905 wurde die Holzplattform in Brand gesteckt, worauf die Skulptur schmolz. Auf eigene Kosten stellte Eduards eine neue Skulptur her, so dass das Denkmal 1907 anlässlich des 120. Jahrestages des Sieges Suworows im Russisch-Türkischen Krieg 1787–1792 an der Festung Kinburn gegen die gelandeten osmanischen Truppen eingeweiht werden konnte. Ein Modell des Denkmals befindet sich im St. Petersburger Suworow-Museum. Für das Denkmal wurde Eduards mit dem Orden des Heiligen Wladimir IV. Klasse ausgezeichnet. Auch fertigte Eduards in Michail Mikeschins Projekt ein Denkmal der Kaiserin Katharina II. her, das 1907 in Jekaterinodar eingeweiht wurde. Dieses Denkmal wurde nach der Oktoberrevolution 1920 zerstört und 2006 wiederhergestellt.
Eduards schuf mit Marius Butunoiu im Auftrag der Kaiserlichen Militärhistorischen Gesellschaft ein Suworow-Denkmal, das im rumänischen Dorf Dumbrăveni, Kreis Vrancea, am Fluss Râmnicul Sărat anlässlich der Siege Suworows in den Schlachten von Focșani und am Rimnik im November 1913 im Beisein der russischen und rumänischen Militärkommissionen und des Dichters Alexandru Vlahuță enthüllt wurde. Mateiu Caragiale besuchte das Denkmal und beschrieb es. Im Ersten Weltkrieg wurden die Suworow-Statue und die Basreliefs des Denkmals von Russen demontiert und nach Odessa gebracht, um später in Ismajil aufgestellt zu werden. 1949 beschloss die Kommission für Geschichts- und Kunstdenkmäler der Rumänischen Akademie anlässlich des 160. Jahrestages der Siege Suworows die Wiederherstellung des Denkmals und ließ eine entsprechende Tafel anbringen. 1950 wurde das Dorf Dumbrăveni nach Suworow umbenannt. 1959 stellte Marius Butunoiu im Zentrum des Dorfes das neue Suworow-Denkmal auf. 2007 wurde das Denkmal mit anti-russischen Parolen beschmiert, die schnell entfernt wurden.
Eduards führte in Odessa 1885, 1887 und 1899 eigene Ausstellungen durch. Er beteiligte sich an der Weltausstellung Paris 1900. Seine letzte Ausstellung fand 1918 in der Odessaer Zeichenschule statt. Im Russischen Bürgerkrieg verließ Eduards 1919 Odessa und ließ sich auf Malta in Valletta nieder, wo er in ärmlichen Verhältnissen lebte. Er blieb aktiv und schuf Basreliefs, Grabdenkmäler, Skulpturen und Medaillons. Er stellte seine Werke auf den jährlichen Kunstausstellungen auf Malta aus. 1923 schickte er einige Werke zur Kolonial-Ausstellung in London.
Vier Skulpturen Eduards' sind im St. Petersburger Russischen Museum zu sehen.
Eduards war mit Fürstin Tatjana Uchtomskaja unglücklich verheiratet, von der er sich 1902 trennte. Er ließ sich schließlich scheiden und sorgte weiter für ihre gemeinsame Tochter und Sohn, die 1922 und 1923 starben. Eduards liebte die deutsche Rosa Raisch, von der er während des Ersten Weltkriegs getrennt war. 1921 heiratete er sie in Wiesbaden in der Russisch-Orthodoxen Kirche.

## Werke (Auswahl)

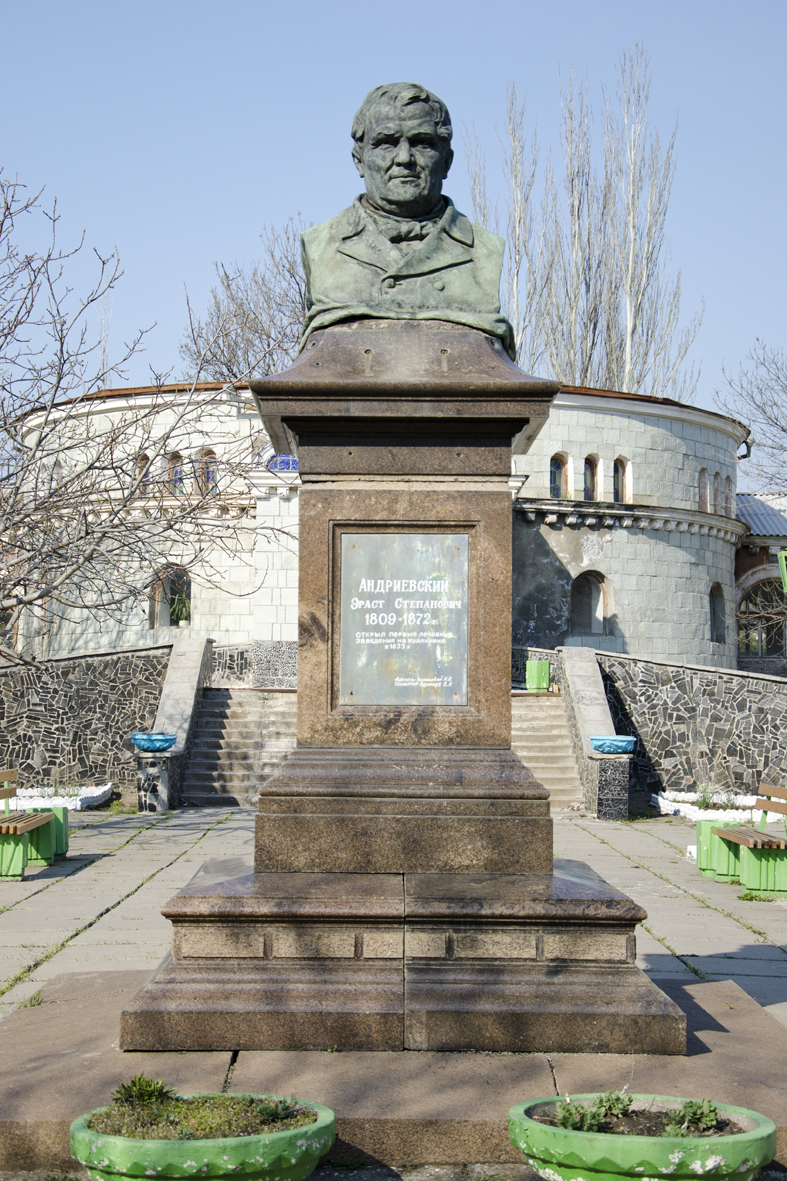
Andrejewski-Denkmal (1898), Kujalnik-Sanatorium, Odessa
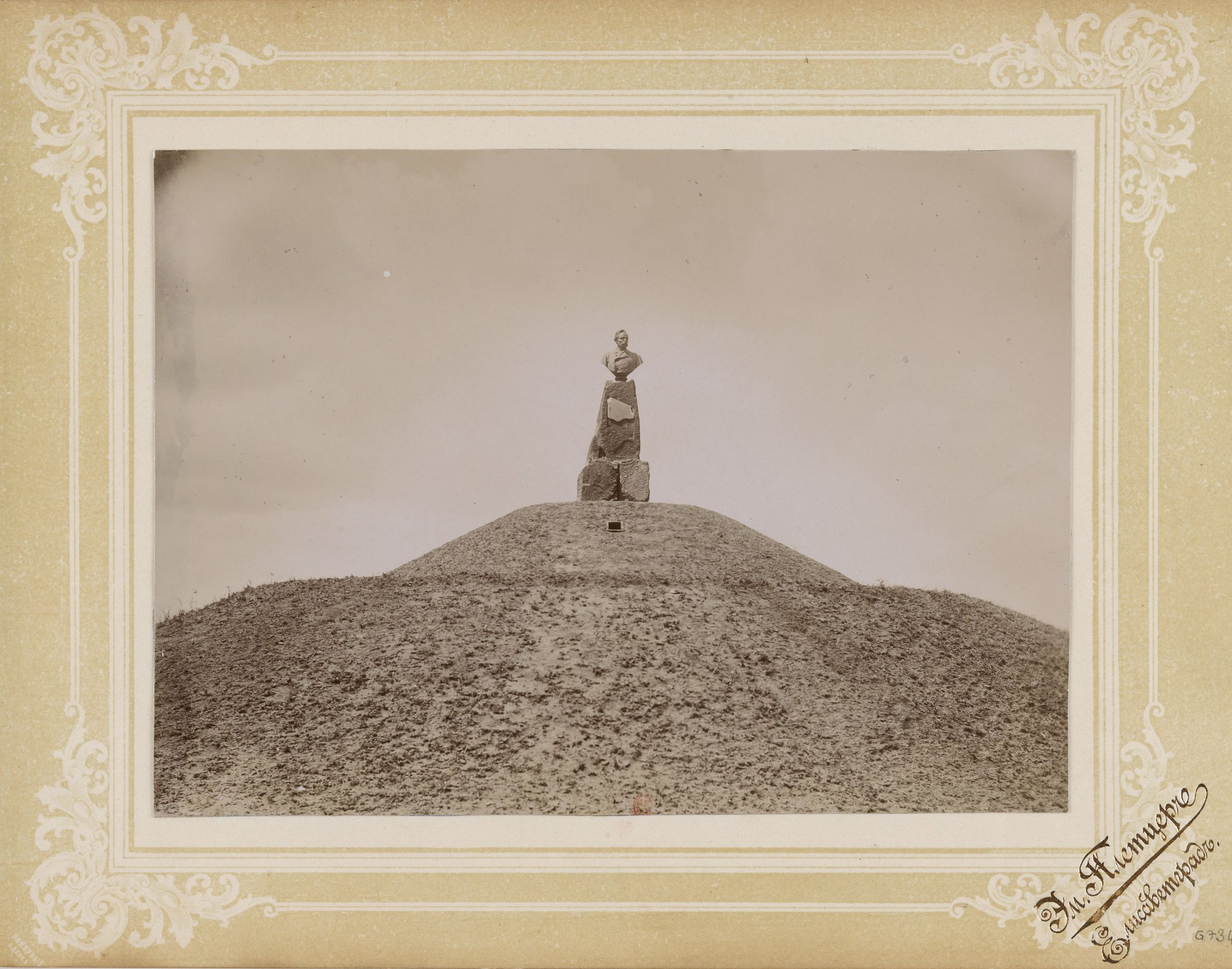
Pol-Denkmal, Gdanzewka
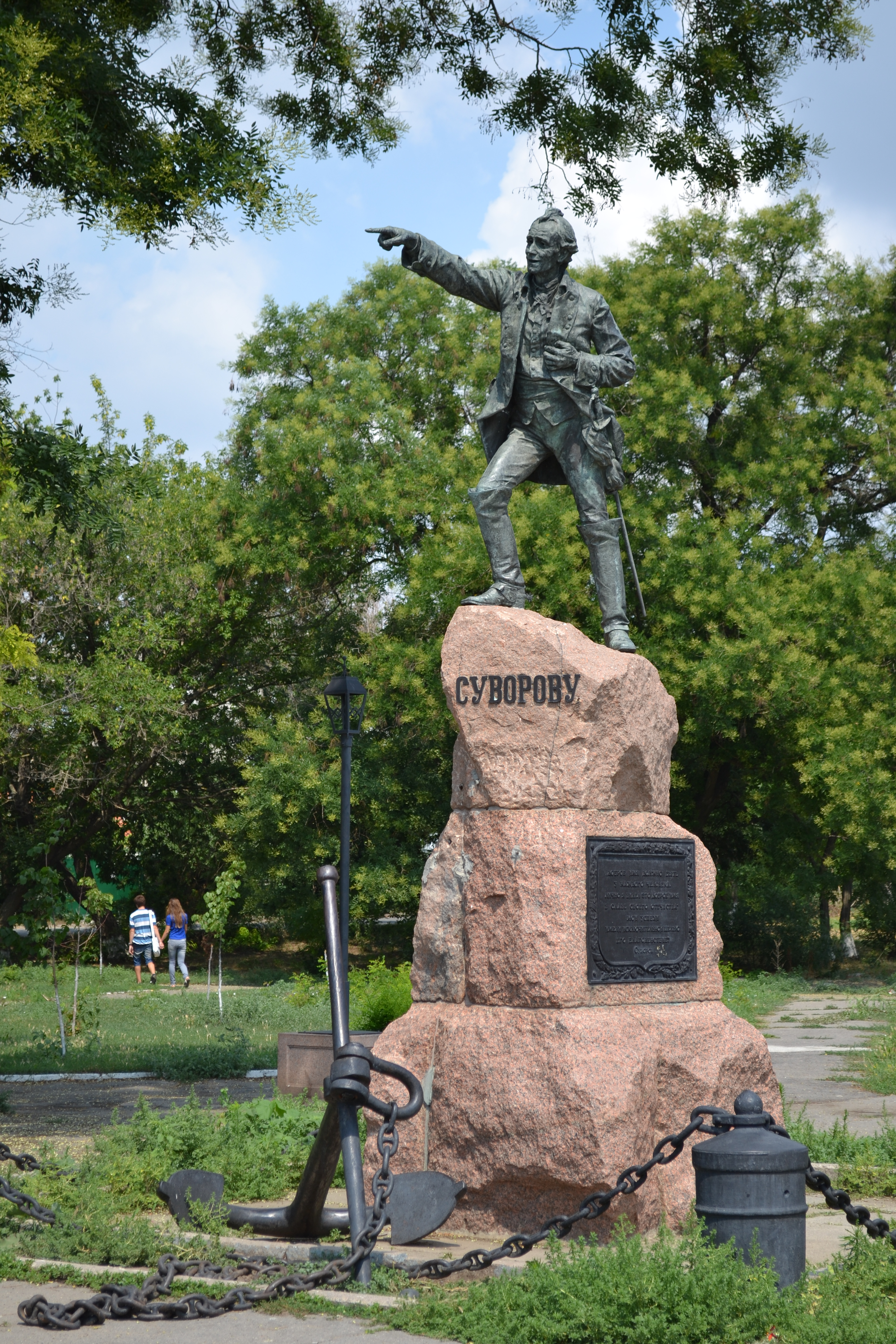
Suworow-Denkmal, Otschakiw
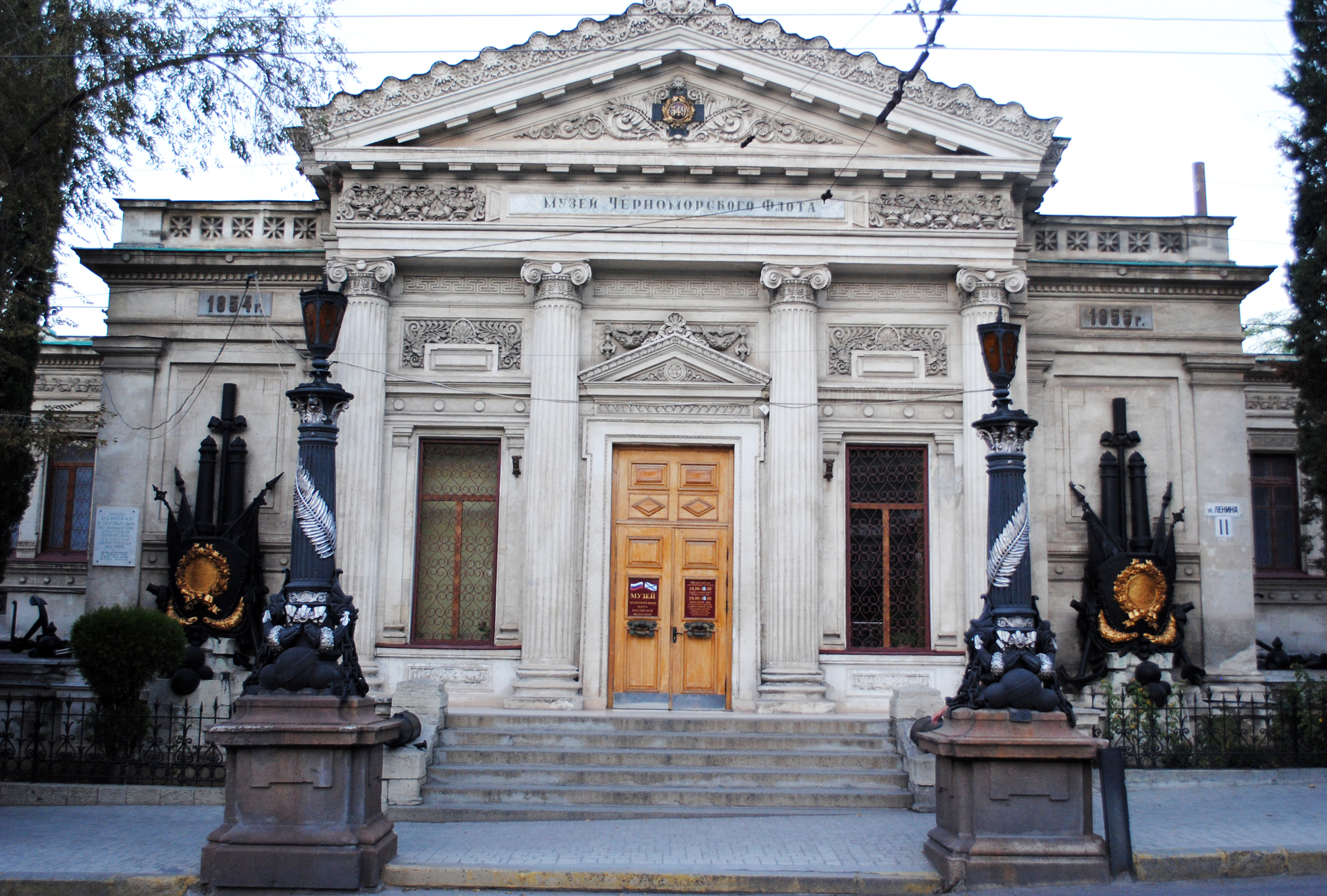
Skulpturen am Museum der Schwarzmeerflotte, Sewastopol
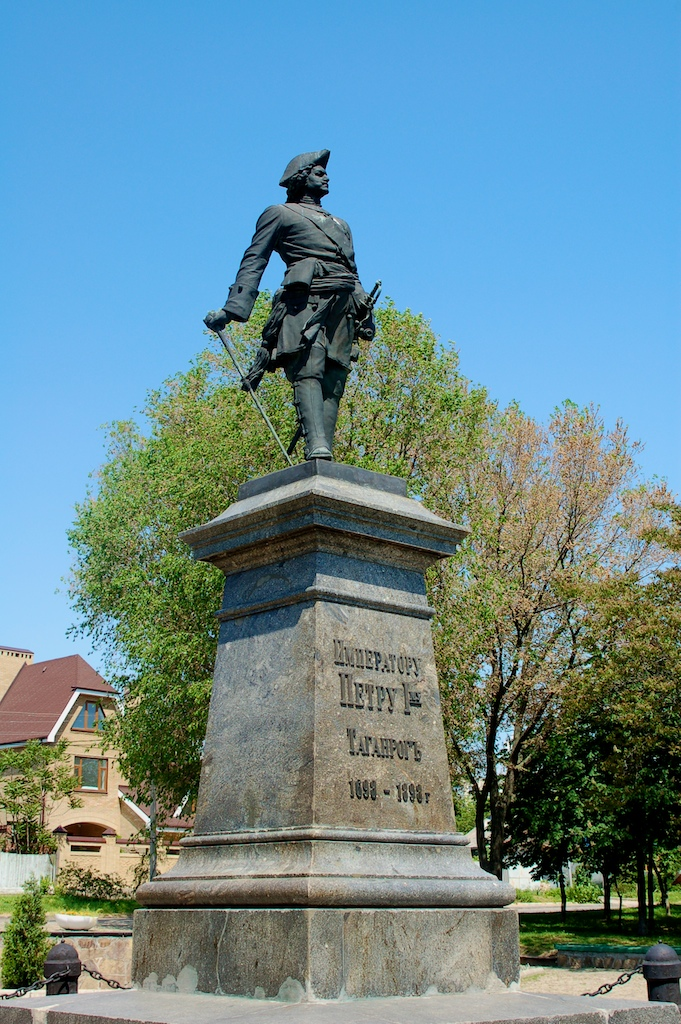
Peter-I.-Denkmal (1903), Taganrog
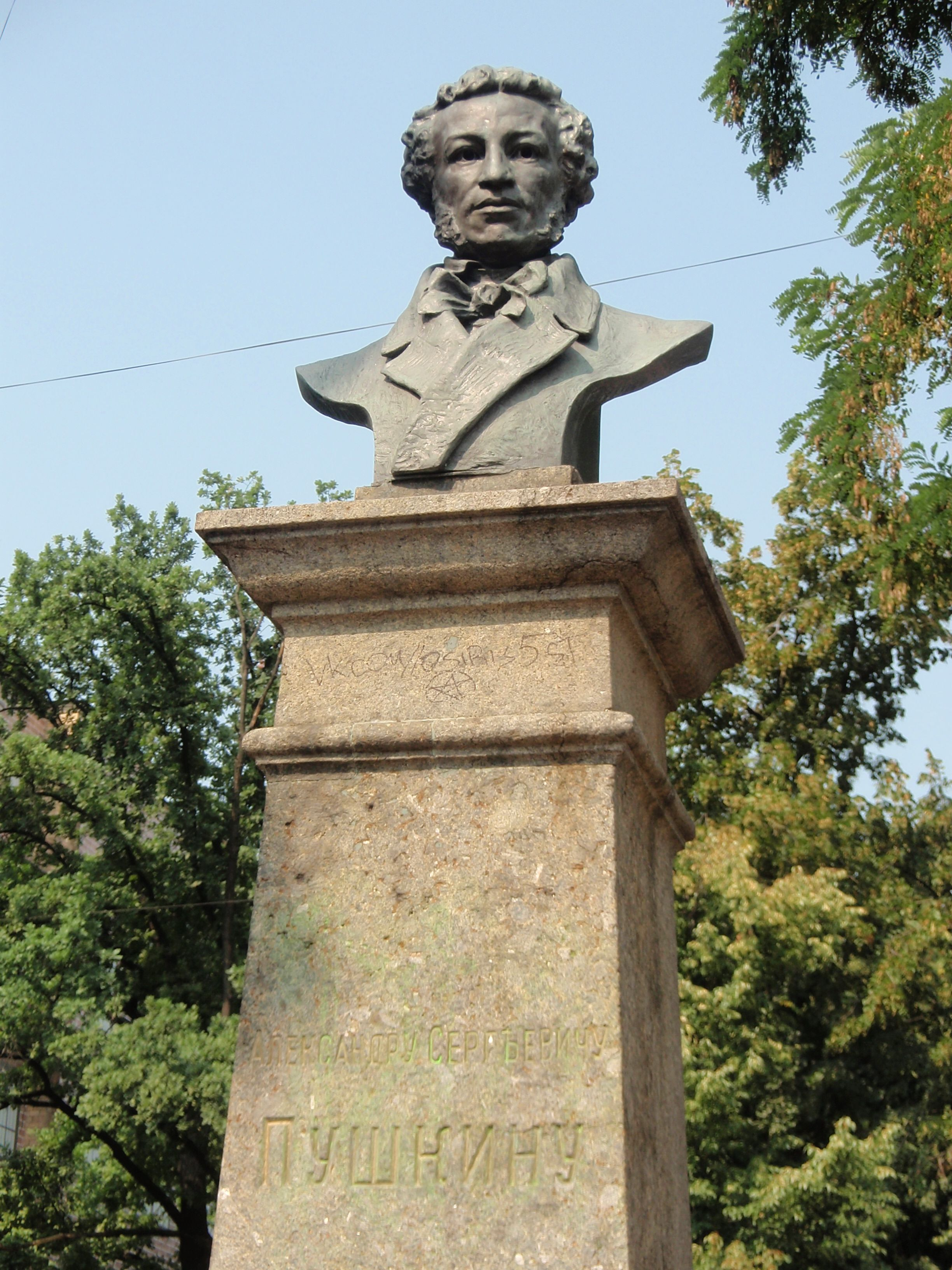
Puschkin-Denkmal (1904), Charkow
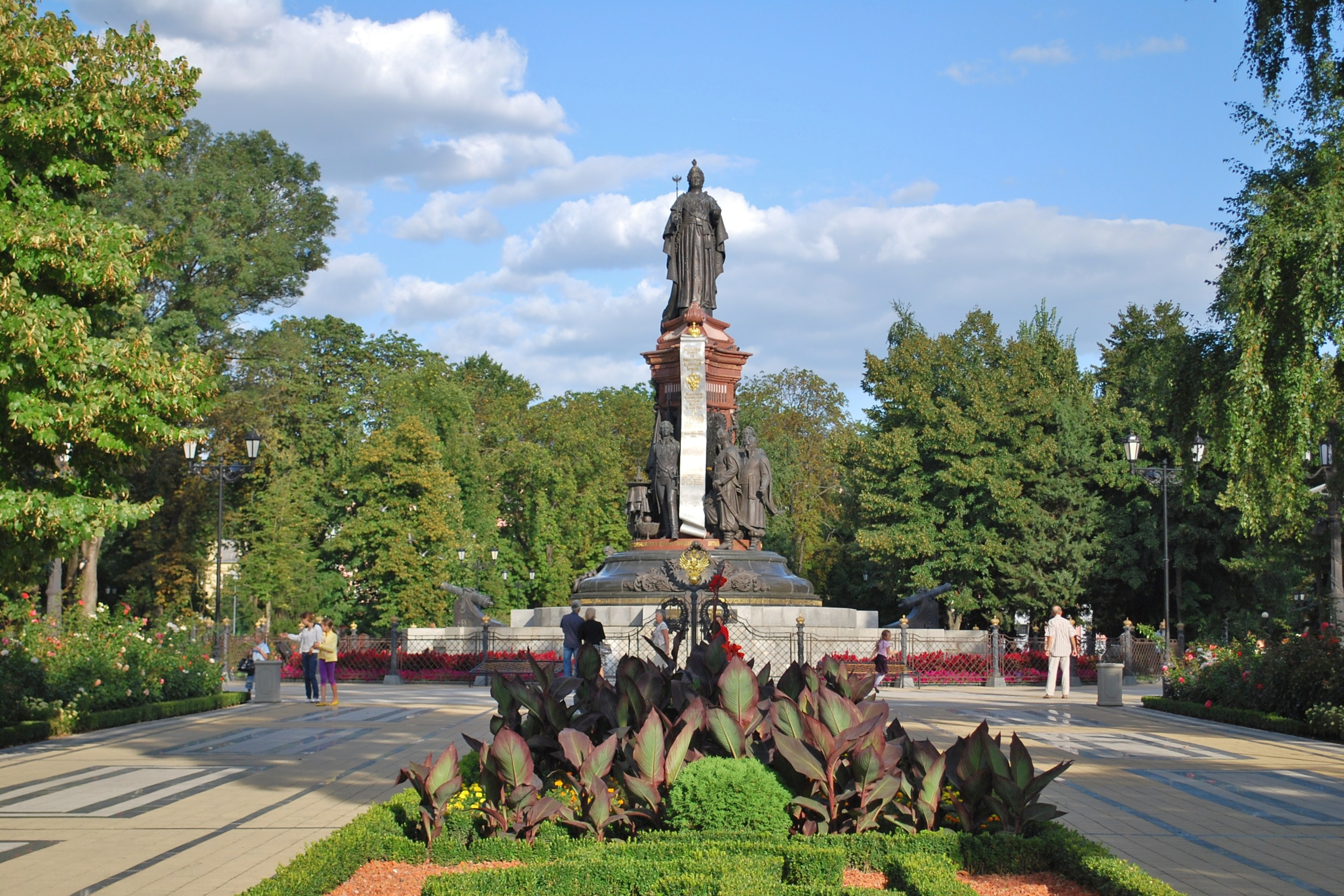
Katharina-Denkmal, Krasnodar
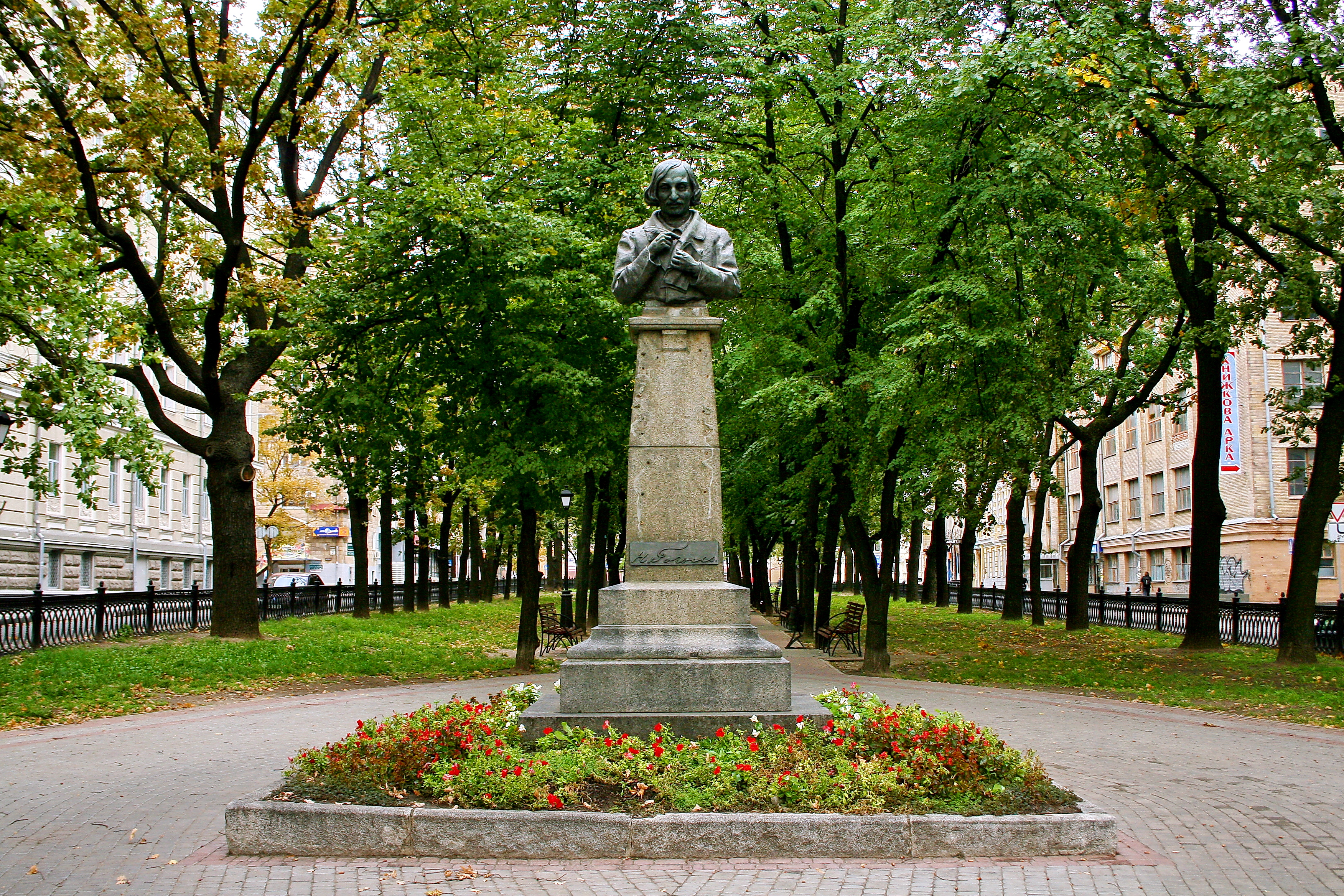
Gogol-Denkmal (1909), Charkow
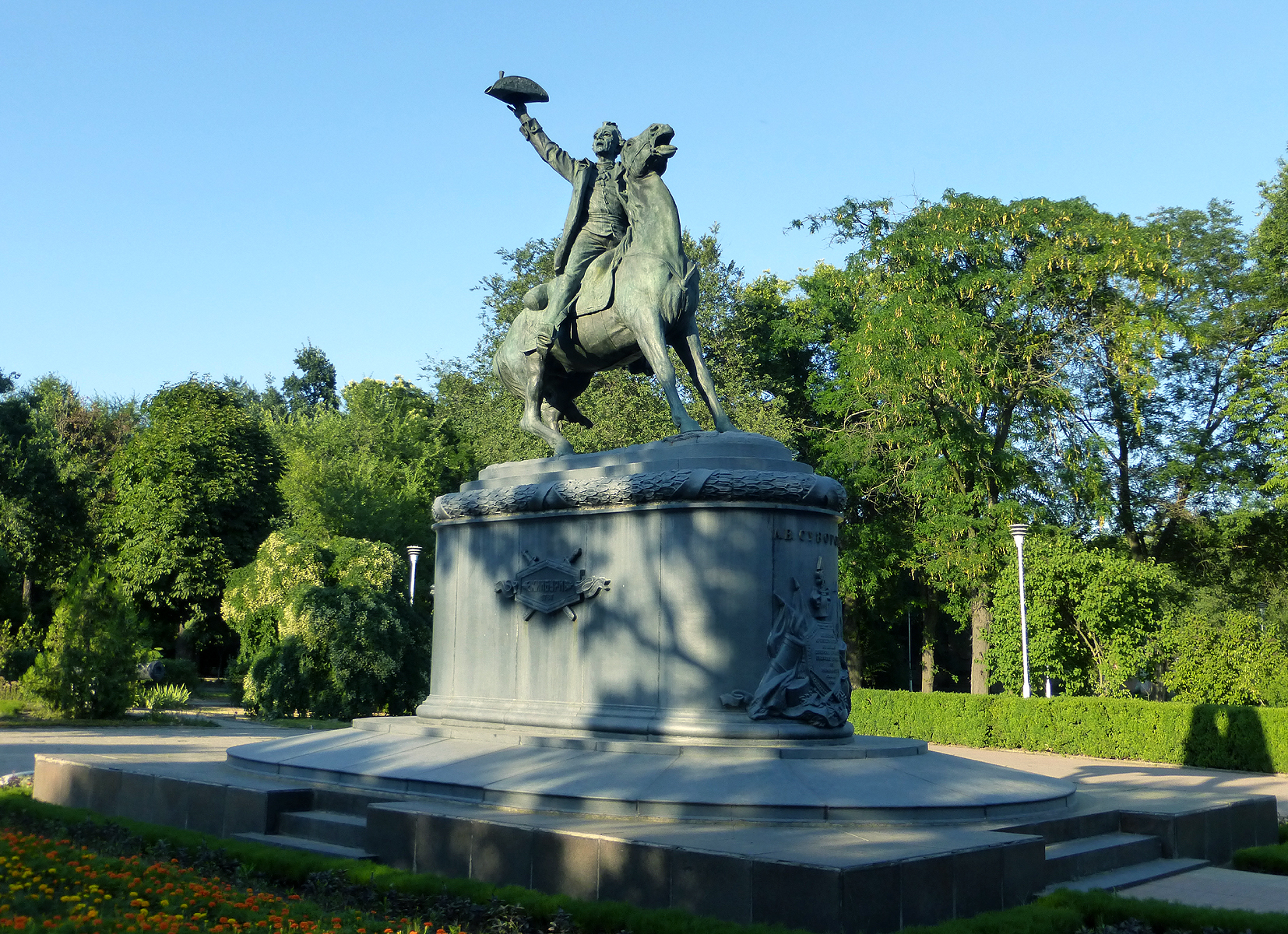
Suworow-Denkmal,  Ismajil
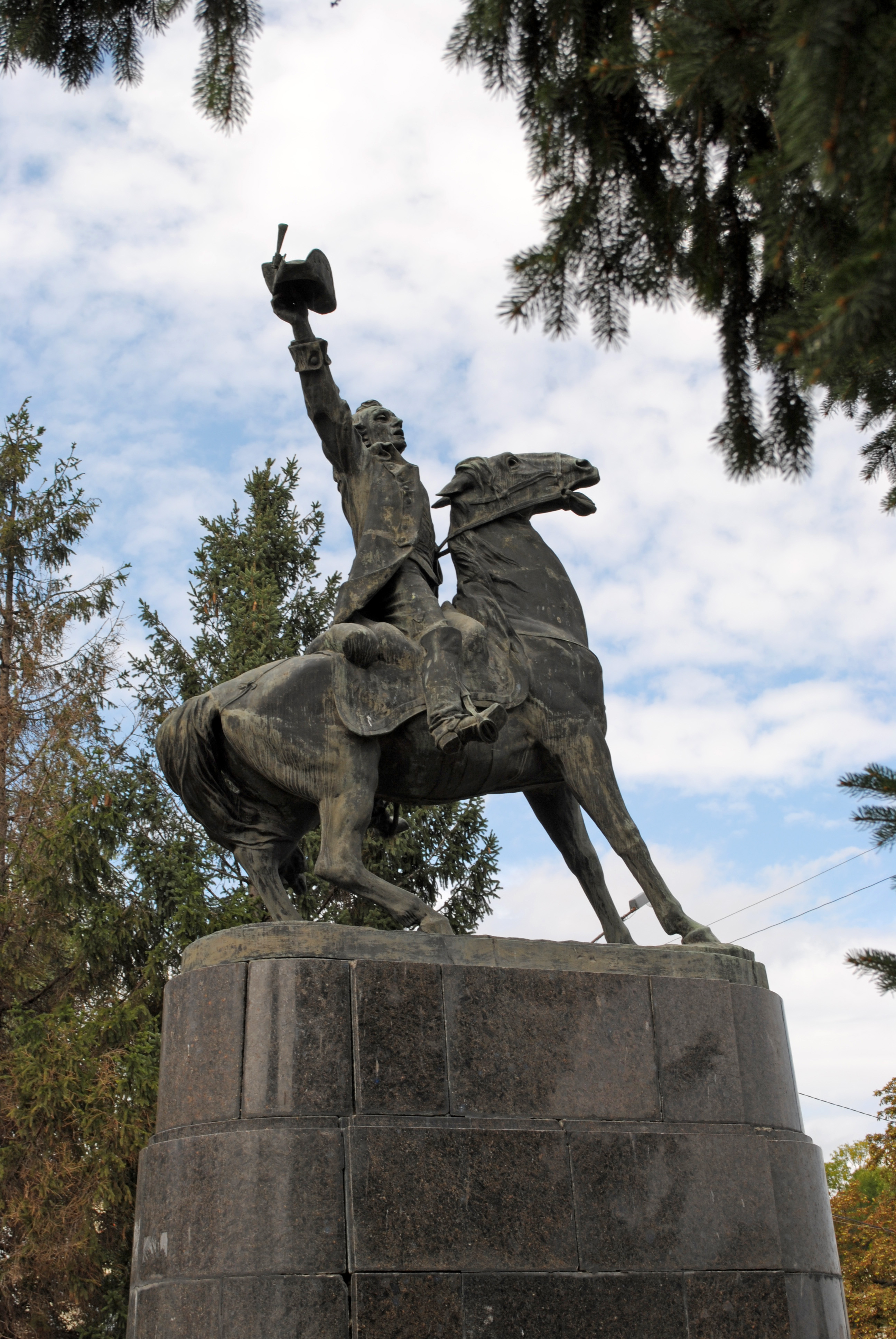
Suworow-Denkmal, Tultschyn
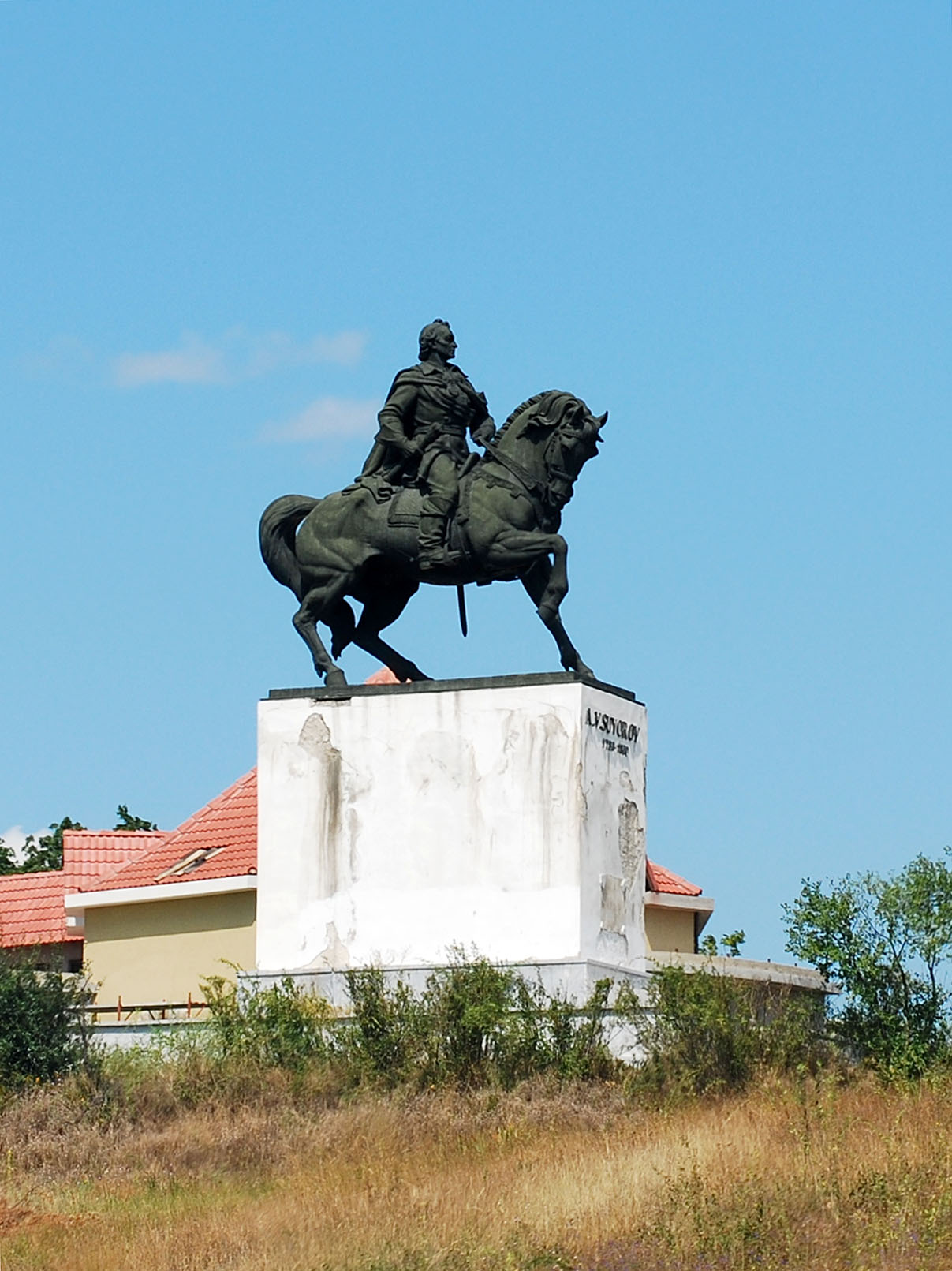
Suworow-Denkmal, Dumbrăveni